# Lidijščina
Lidijščina je izumrl anatolski jezik. Najstarejši napisi so nastali v Egiptu. Znanih je nekaj nagrobnih napisov in kovancev. Pisava je podobna grški. 